# Cheilanthes brownii
Cheilanthes brownii är en kantbräkenväxtart som först beskrevs av Nicaise Augustin Desvaux, och fick sitt nu gällande namn av Karel Domin. Cheilanthes brownii ingår i släktet Cheilanthes och familjen Pteridaceae. Inga underarter finns listade.